# Cloaca Maxima
Cloaca Maxima glavni je kanalizacijski sustav antičkog grada Rima i jedan je od najstarijih kanalizacijskih sustava općenito. Naziv Cloaca Maxima na latinskom doslovno znači „najveća kanalizacija”.
Izgrađena je krajem 6. stoljeća pr. Kr. za vladavine posljednjih rimskih kraljeva, posebice za vrijeme kralja Tarkvinija Priska, a prvobitno je služila isušivanju lokalnih močvara i uklanjanju otpada iz grada. Za izgradnju Cloace Maxime poslužilo je iskustvo Etruščana u izgradnji svodnoga luka koji je strukturu učinio stabilnijom i dugotrajnijom. Bila je jednim od prvih velikih urbanističkih zahvata, u početku kao otvoreni kanal, ali s vremenom se razvio u zatvoreni i puno veći kanalizacijski sustav.
Započinjala je u antičkoj četvrti Suburra na obroncima Kvirinala i Viminala, prolazila je duž ceste Argiletum do Rimskog foruma, pa kroz Velabrum i Forum Boarium, a istjecala je u rijeku Tiber u blizini Emilijeva mosta. Agripa je 33. godine obnovio i rekonstruirao veliki dio kanalizacijskog sustava, a tijekom 1. stoljeća na Cloacu Maximu spojeno je svih jedanaest rimskih akvadukata. Nakon pada Zapadnoga Rimskog Carstva kanalizacija je i dalje nastavila raditi sve do današnjih dana kad je djelomično spojena na suvremeni kanalizacijski sustav grada Rima i nastavlja odvoditi uglavnom kišnicu.
To je najstariji kanalizacijski sustav u svijetu koji je i dalje u uporabi i radi bez prekida više od 2600 godina.

## Povijest
Prema tradiciji, Cloaca Maxima je prvobitno izgrađena oko 600. pr. Kr. po nalogu rimskog kralja Tarkvinija Priska, koji je izdao naredbu etruščanskim radnicima i plebejcima da izgrade prvi kanalizacijski sustav. Prije njezine izgradnje, Tarkvinije Prisk i njegov sin Lucije Tarkvinije Oholi pokrenuli su opsežne zemljane radove melioracije močvarnog područja u čvrsto građevinsko tlo uz Rimski forum čime su isušili nizinsko područje između samog Rimskog foruma i rijeke Tiber kasnije poznato kao Velabrum. Tijekom radova nasuto je 10 000 – 20 000 kubičnih metara zemlje, šljunka i ostalog zemljanog materijala.
U svom početku kanalizacijski sustav je činio niz otvorenih kanala obloženih ciglama oko glavnog odvoda. U ovoj fazi kanali vjerojatno nisu bili natkriveni. Međutim, rupe za ugradnju drvenih greda duž cijelog kanalizacijskog sustava upućuju na to da su preko njega vjerojatno izgrađeni drveni mostovi, koji su možda služili kao krov koji je zatvarao kanale. Druga je hipoteza da su rupe bile postolje za skelu potrebnu za izgradnju kanalizacije. Cloaca Maxima je također izvorno bila odvod koji su formirali potoci koji su tekli s tri susjedna brda, zatim kanalizirani kroz glavni Forum u rijeku Tiber. S vremenom je građevinski prostor unutar grada postajao sve vrjedniji, pa je odvodni kanal postupno zatvaran svodnom konstrukcijom.
U vrijeme kasne Rimske Republike ovaj je kanalizacijski sustav postao glavni gradski odvod kišnice, a tijekom godina se razvio u sustav dug 1600 metara. Do 2. stoljeća pr. Kr. 101 metar dugački dio kanala zatvoren je svodom i proširen u kanalizaciju cijev s visinom svoda do 3 metra i ukopan do 6 metara ispod površine ceste (danas 12 metara ispod površine). Plinije Stariji u svojim spisima iz kasnog 1. stoljeća opisuje ranu Cloacu Maximu kao „dovoljno veliku da omogući prolazak kola natovarenih sijenom”. Usprkos značajnom širenju, kanalizacijska mreža nije mogla nastaviti rasti i držati korak s gradom koji se širio. Rimljani su za bacanje otpada koristili druge vrste jama, a ne kanalizaciju. Od 31. godine pr. Kr. do 192. godine pojavili su se šahtovi su se mogli koristiti za pristup kanalizacijskoj cijevi. Šahtovi su bili ukrašeni mramornim reljefima.
Jedanaest akvadukata koji su opskrbljivali Rim vodom spojeni su tijekom 1. stoljeća na kanalizacijski sustav kako bi iskorištena voda iz mnogih javnih kupališta poput Dioklecijanovih i Trajanovih termi, javnih fontana, carske palače i privatnih kuća mogla nesmetano otjecati. Stalna opskrba tekućom vodom uvelike je doprinijela uklanjanju otpada i održavanju kanalizacijske cijevi čistom od čvrstog materijala. Najkvalitetnija voda bila je rezervirana za zalihe pitke vode, a vodu niže kvalitete koristilo se za kupke čiji su se ispusti spajali na kanalizacijsku mrežu ispod gradskih ulica. Cloaca Maxima bila je dobro održavana tijekom većine postojanja Rimskog Carstva, a čak i danas odvodi kišnicu i otpad iz središta grada ispod antičkog Foruma, Velabruma i Foruma Boarium. U novije vrijeme, preostali kanali spojeni su na suvremeni kanalizacijski sustav, uglavnom kako bi se nosili s problemima povratnog ispiranja iz rijeke.
Nakon pada Rimskog Carstva Cloaca Maxima nastavlja se koristiti bez prekida. Godine 1600. kardinal komornik nametnuo je porez stanovnicima Rima čime je plaćao održavanje kanalizacijskog sustava. U 1800-ma Cloaca Maxima postala je popularna kao turistička atrakcija, a od 1842. do 1852. godine isušeni su dijelovi kanalizacije. Grad Rim je 1862. godine angažirao talijanskog inženjera Pietra Narduccija da pregleda i obnovi dijelove kanalizacije kod Foruma i Torre dei Conti. Godine 1890. njemački arheolog Otto Ludwig Richter izradio je zemljovid kanalizacije, čime je obnovljen interes javnosti za opće higijenske uvjete u gradskim sredinama.

## Tok
Cloaca Maxima započinjala je u antičkoj četvrti Suburra i pratila prirodni tok predgrađa starog Rima koji je vodio između brda Kvrinal, Viminal i Eskvilin. Prolazila je i pored Nervinog foruma, Bazilike Emilije, Rimskog foruma, kroz Velabrum, blizu Janusovog slavoluka i Foruma Boarium, završavajući u rijeci Tiber u blizini Emilijevog mosta. Kanalizacijski sustav bio je pod zaštitom božice Cloacine. „Veneri Cloacini” bio je posvećen mali okrugli hram izgrađen na mjestu gdje je kanal ulazio u Rimski forum ispred Bazilike Emilije. Svi ogranci glavne kanalizacije bili „službeni” odvodi koji bi služili javnim nužnicima, termama i drugim javnim zgradama. Privatne rezidencije u Rimu, čak i one bogate, imale su kao kanalizacijski odvod sustav koji se slijevao u neku vrstu septičke jame.

## Značaj za grad
»Izvanredna veličina Rimskog Carstva očituje se ponajprije u tri stvari: akvaduktima, popločanim cestama i izgradnji kanalizacije.«

Prema pisanju Plinija Starijeg, Cloaca Maxima bila je dovoljno velika da kroz nju „prođu kola natovarena sijenom”. Mogla je odstraniti milijun funti otpada, vode i neželjenog materijala koji je bacan na ulice, u močvare i rijeke u blizini središta Rima, a sve se slijevalo u rijeku Tiber. Sustav je imao oluke za prikupljanje kišnice, smeća, te cijevi za ispuštanje do deset kubičnih metara vode u sekundi. Iznad svoda kanalizacijske cijevi postavljale su se ravne ploče kako bi se izravnao teren iznad samog sustava.
Odvodne vode Cloace Maxime znale su zagađivati vodu rijeke Tiber o kojoj su mnogi ovisili za navodnjavanje, plivanje, kupanje i piće, a povećala je broj štakora u rijeci. Cloaca Maxima je pak isušivanjem močvarnih područja smanjila broj komaraca, čime je ograničeno širenje malarije.
Cloaca Maxima bila je visoko cijenjeno inženjersko djelo, a možda je imala religijsko značenje pošto su Rimljani kretanje vode smatrali svetim. Osim vjerskog značaja, Cloaca Maxima je bila hvaljena zbog izdržljivosti kroz vrijeme i demonstriranja inženjerske vještine.
Rimski povjesničar Tit Livije opisuje ovaj kanalizacijski sustav kao:
»Djelo naspram kojih novi sjaj ovih dana jedva da je uspio proizvesti pandana.« — (Tit Livije, Povijest Rima – knjiga 1.)
Pisac Plinije Stariji opisuje Cloacu Maximu kao inženjersko čudo zbog svoje sposobnosti da stoljećima izdrži poplave otpadnih voda.  Rimski senator i učenjak Kasiodor hvalio je kanalizacijski sustav u svojem djelu Variae. Cloaca Maxima bila je simbol rimske civilizacije i njene nadmoći nad drugim narodima, a rimski autori nisu bili jedini ljudi koji su ju hvalili. Britanski pisac Henry James izjavio je da mu je to ostavilo: »najdublji i najmračniji dojam antike koji sam ikada stekao«.
Sustav rimske kanalizacije bio je oponašan u cijelom Rimskom Carstvu, posebice u kombinaciji s obilnim zalihama vode iz rimskih akvadukata. Kanalizacijski sustav u Eboracumu, današnjem engleskom gradu Yorku, bio je posebno razvijen i dio njega još je uvijek preživio.